# Yakov Smirnoff
Yakov Smirnoff, pseudonimo di Jakov Naumovič Pochis (in russo Яков Наумович Похис?; Odessa, 24 gennaio 1951), è un comico e attore sovietico naturalizzato statunitense.
Fu popolare negli anni ottanta per le sue interpretazioni comiche nelle quali, con ironia, giochi di parole ed un inglese pesantemente accentato, metteva in risalto il contrasto tra la vita sotto il regime comunista nella sua patria, l'Unione Sovietica e la vita negli Stati Uniti. Ha un teatro a Branson, Missouri dove esercita tutto l'anno. Yakov è anche professore all'Università Statale del Missouri e all'Università di Drury dove insegna il suo "Business of Laughter".

## Russian reversal
La Russian reversal (o "In Soviet Russia" ) è un tipo di gioco di parole inventato da Smirnoff, un esempio di antimetabole. La forma generale consiste nello scambio del soggetto con l'oggetto, viene aggiunto "In (Soviet) Russia", il verbo solitamente è coniugato male e gli articoli sono omessi. L'originale era:
In America, you can always find a party.
In Soviet Russia, Party always find you!
In America puoi trovare sempre un partito.
In Russia il Partito trova sempre te!

## Filmografia

### Cinema
- Mosca a New York (Moscow on the Hudson), regia di Paul Mazursky (1984)
- Le avventure di Buckaroo Banzai nella quarta dimensione (The Adventures of Buckaroo Banzai Across the 8th Dimension), regia di W. D. Richter (1984)
- Chi più spende... più guadagna! (Brewster's Millions), regia di Walter Hill (1985)
- Casa, dolce casa? (The Money Pit), regia di Richard Benjamin (1986)
- Heartburn - Affari di cuore (Heartburn), regia di Mike Nichols (1986)
- Up Your Alley, regia di Bob Logan (1989)

### Televisione
- Top Secret (Scarecrow and Mrs. King) – serie TV, episodio 1x09 (1983)
- Giudice di notte (Night Court) - serie TV, cinque episodi (1984-1990)
- Nancy, Sonny & Co. (It's a Living) - serie TV, episodio 3x07 (1985)
- Love Boat (The Love Boat) - serie TV, episodio 9x11 (1986)
- What a Country! - serie TV, 26 episodi (1986-1987)
- D.C. Follies - serie TV, episodio 2x19 (1989)
- Agli ordini papà (Major Dad) - serie TV, episodio 4x17 (1993)